# Pachyceracris fusca
Pachyceracris fusca är en insektsart som beskrevs av Vitaly Michailovitsh Dirsh 1962. Pachyceracris fusca ingår i släktet Pachyceracris och familjen gräshoppor. Inga underarter finns listade i Catalogue of Life.